# Kore

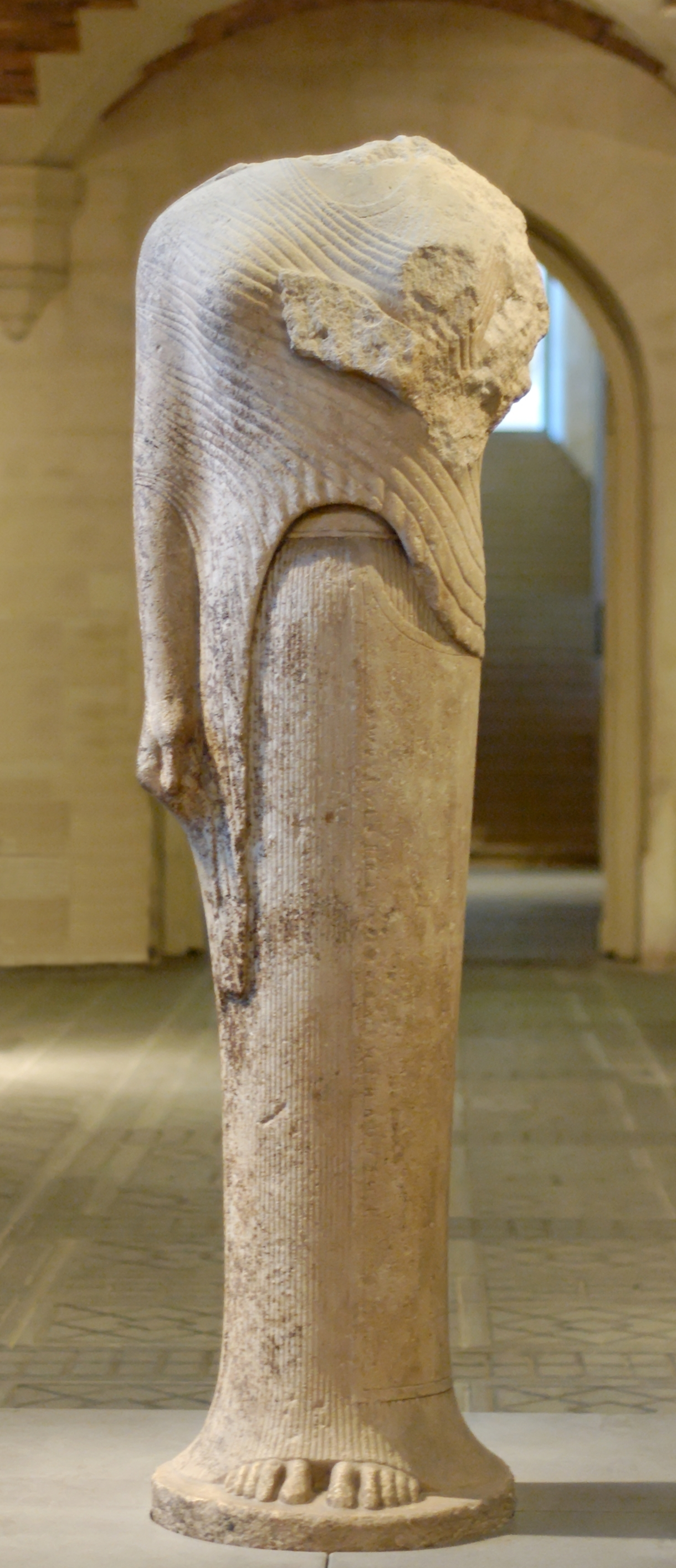
Kore do Heraion de Samos, c. Tem 1,92 m de altura e na base uma inscrição onde se pode ler: «Cheramyes dedicou-me a Hera, como oferta». Museu do Louvre.

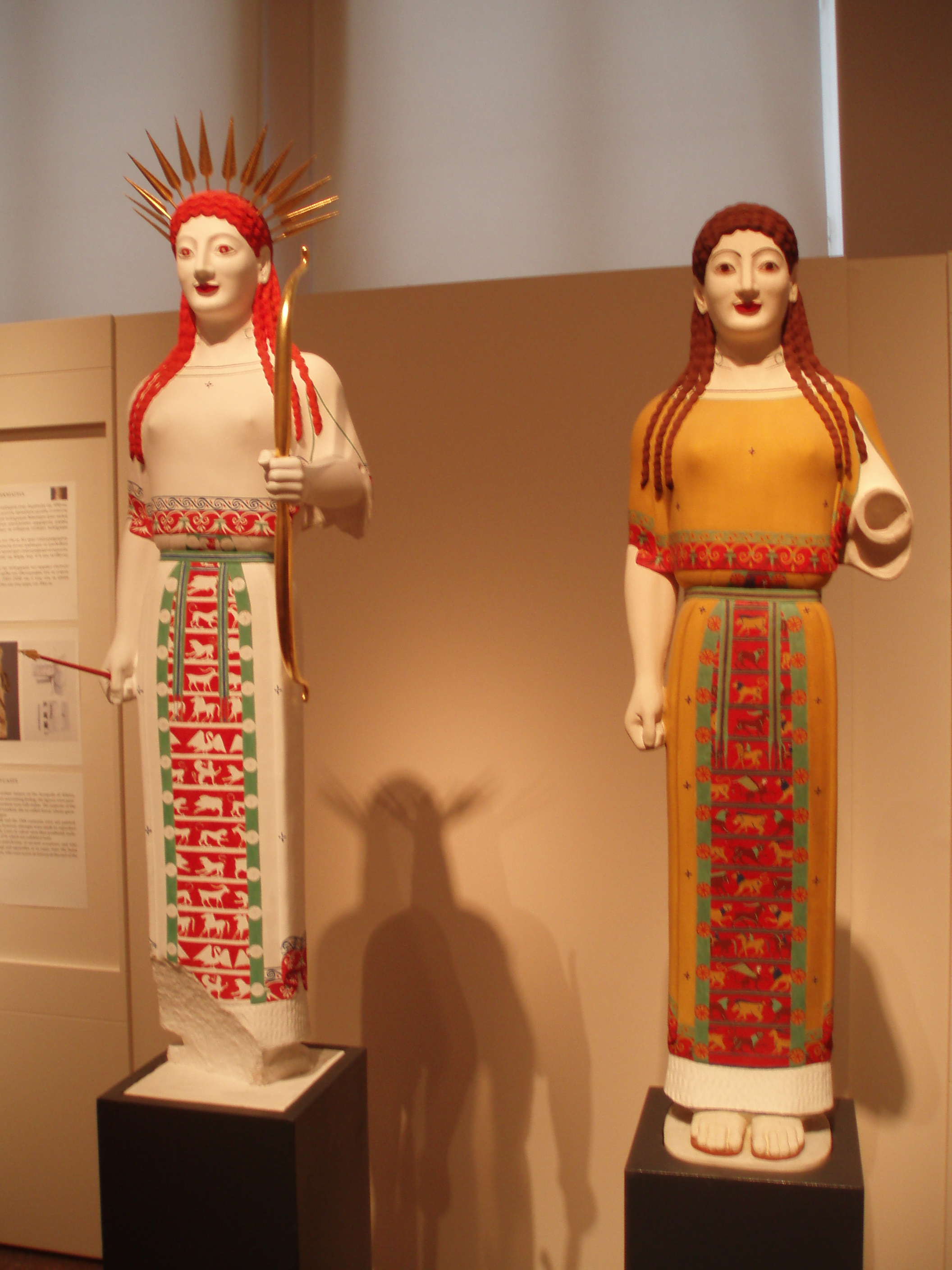
Korai em reconstituição moderna, mostrando uma policromia como era usual apresentarem originalmente

Kore ou koré (em grego: κόρη; mulher jovem; plural: korai) é uma tipologia escultórica do Período Arcaico da Grécia Antiga, que consiste numa estátua feminina em pé e cuja versão masculina do mesmo género se designa kouros.
Assim como o semelhante masculino, a kore denota uma profunda influência da estatuária egípcia pelo seu carácter maciço e rigidez corporal e, embora esta estátua grega arcaica transmita a mesma artificialidade que as semelhantes egípcias, o trabalho do material é aqui um pouco mais tosco.
A kore é esculpida em mármore, apresenta-se sempre de pé, vestida (com um peplos por exemplo) e pode ter um dos braços erguido a partir do cotovelo, carregando na mão um objeto votivo. O rosto, estereotipado, que não tem por objetivo ser o retrato de uma pessoa real, é envolto por um cabelo de volumetria pouco natural, como se de uma peruca se tratasse. A estátua é pintada, mas ao contrário do kouros que é pintado de castanho num tom avermelhado semelhante ao caroteno que com o tempo foi escurecendo devido a uma maior oxidação de reação eletroquimica com o ar (indicando que os gregos do genero masculino tinham bem mais liberdade para sair de casa e se expor ao meio que as gregas, do mesmo modo que ocorria no Egito), a pele feminina é deixada a branco, o que indica que as mulheres da antiguidade tinham menos liberdade que os homens para andar livres e consequentemente acabavam trancadas em casa sem ver muito sol (do mesmo modo que as paulistas eram denominadas "tapadas" no período colonial, só que dentro de casa andavam sem os tecidos de modo bastante semelhante ao caso das mulheres da Antiguidade).
Assim como o kouros, a kore é alvo de uma evolução formal ao longo do tempo tornando-se, em épocas posteriores, numa figura de formas mais suaves e arredondadas, em que o tecido da roupa e o corpo se ajustam com maior naturalidade. Nesta altura o corpo deixa de parecer ser talhado de um bloco de contornos agudos, para se parecer mais com uma coluna, onde as linhas são mais fluídas. Mas ao contrário do kouros, que apresenta sempre a mesma tipologia (homem nu de pé), a kore tem mais variações, acima de tudo no que diz respeito à indumentária e ao cabelo, que espelham a moda dos diferentes locais onde é produzida.
Como a sua versão masculina, a kore serve de oferenda votiva aos deuses ou para ser colocada sobre um túmulo.